# Hit-Monkey
Hit-Monkey es un personaje ficticio que aparece en los cómics estadounidenses publicados por Marvel Comics.

## Historial de publicaciones
Creado por el escritor Daniel Way y el artista Dalibor Talajić, Hit-Monkey apareció por primera vez en Hit-Monkey # 1 (abril de 2010), un cómic digital en Marvel Digital Comics Unlimited. El one-shot fue lanzado en formato impreso una semana después y, a partir del mismo mes, apareció en un arco de historia de 3 números en Deadpool # 19-21. El artista de portada Dave Johnson también confirmó accidentalmente que Hit-Monkey aparecería en su propia serie limitada de tres números, en hecho confirmado más tarde por Daniel Way en el 2010 Chicago Comic & Entertainment Expo.

## Biografía del personaje ficticio
Un asesino no identificado fue marcado por la muerte después de su parte en un fallido golpe político. Después de volar un escuadrón de soldados enemigos, decide correr por su vida. Desmayado en la nieve después de cuatro días de huir, fue rescatado por una tropa de macacos japoneses. Los monos permitieron que el asesino entrara a su clan, con la excepción de un mono solitario. El hombre sabía que sería cazado, por lo que entrenaba diariamente usando muñecos de nieve como muñecos de entrenamiento. Silenciosamente, el mono que desconfiaba de él lo observaba y empezó a imitar los movimientos del luchador. La salud del asesino comenzó a fallar, y cuando la tribu de los monos trató de salvarlo, el mono solitario se opuso, eventualmente luchando contra el resto del grupo haciendo uso de sus nuevas habilidades. Debido a la violencia que mostró, el mono fue desterrado de su clan. Sin embargo, por su cuenta, vio a un grupo de hombres en camino para matar al asesino. Trató de correr y advertir a su tribu, pero ya era demasiado tarde: el asesino había sido aniquilado junto al resto de los monos. Furioso por la matanza de su clan, el mono recogió armas de una bolsa y procedió a matar a todo el grupo de hombres. Decidido a vengar a su tribu caída, el mono ahora dedicó su vida a matar asesinos, bajo el alias de Hit-Monkey.
En Deadpool # 19, Spider-Man encuentra al dueño de una tienda local brutalmente asesinado. Después de haber visto a Deadpool en Nueva York antes, Spider-Man sospecha que él es el asesino, y pelea y lo atrapa. Sin embargo, Deadpool afirma que tiene una coartada. Después de examinar la escena del crimen, Deadpool dice que solo un asesino podría haber logrado un trabajo tan perfecto: Hit-Monkey. Deadpool y Spider-Man se unen para atrapar a Hit-Monkey, conocido por matar a otros asesinos. Debido a esto, se dan cuenta de que Deadpool probablemente esté en la lista de asesinatos de Hit-Monkey. Spider-Man se une a regañadientes con Deadpool, y después de que Hit-Monkey mata a algunos policías sucios, Spider-Man es seguido por Hit-Monkey para matar a Deadpool. Hit-Monkey accidentalmente dispara a Spider-Man en la pelea y aparentemente se siente mal por eso, lo que demuestra que no es solo un asesino despiadado, sino un asesino de asesinos conocidos. Intentando aprovechar este momento, Deadpool intenta matar a Hit-Monkey, pero falla y recibe varios disparos. Hit-Monkey lo deja por muerto, aparentemente sin saber sobre el factor de curación de Deadpool. Deadpool finge ser Spider-Man y finge su muerte. En el funeral de "Spider-Man", Hit-Monkey viene a presentar su respeto, pensando que lo mató. Sin embargo, Deadpool salta del ataúd para matar a Hit-Monkey. Spider-Man inutiliza las armas de ambos luchadores para que no puedan matarse entre sí sin explotar también. A Deadpool no le importa y aprieta el gatillo, aparentemente mata a Hit-Monkey pero sobrevive debido a su factor de curación. Sin embargo, Spider-Man revela que Hit-Monkey sobrevivió o, al menos, que su cuerpo no fue encontrado. Hit-Monkey luego regresa para un breve cameo.
Como parte del evento All-New, All-Different Marvel, Hit-Monkey aparece como miembro de los Comandos Aulladores de S.T.A.K.E..
Hit-Monkey luego se une a la encarnación de los Mercs por Dinero de Dominó.
Hit-Monkey fue visto con los Comandos Aulladores cuando ayudaron al Viejo Logan de Júbilo desde Drácula.

## Poderes y habilidades
Hit-Monkey es un experto tirador y artista marcial con increíble agilidad y reflejos.

## Ediciones recopiladas
Las apariencias del personaje se han recopilado en un libro de bolsillo comercial:
- Deadpool, Volume 4: Monkey Business (collects Hit-Monkey #1 and Deadpool (vol. 4) #19-21, 120 pages, Marvel Comics, hardcover, julio de 2010, ISBN 0-7851-4530-3)
- Hit-Monkey: Year of the Monkey (collects Hit-Monkey #1-3, Hit-Monkey one-shot, 96 pages, Marvel Comics, softcover, 4 de enero de 2010, ISBN 0-7851-4859-0)

## En otros medios

### Televisión
- Hulu transmitió una serie animada de Hit-Monkey escrita y producida por Josh Gordon y Will Speck.[18] Originalmente fue concebido como parte de su propio universo compartido que habría llevado a un especial titulado The Offenders, pero ahora es una serie independiente.[19] Jordan Blum, el cocreador de M.O.D.O.K. reveló que la serie cuenta con un estilo de animación diferente al suyo.[20] La serie se emitió por primera vez el 17 de noviembre de 2021 y cuenta con Jason Sudeikis como la voz de Bryce, el mentor fallecido de Hit-Monkey. El propio Hit-Monkey es interpretado por Fred Tatasciore.[21]Una segunda temporada se emitió el 15 de julio de 2024 por Disney+.

### Videojuegos
- Se anunció que un videojuego basado en el cómic fue desarrollado por High Moon Studios y publicado por Activision para su lanzamiento en 2013. Se reveló que era una pista falsa para anunciar el lanzamiento de Deadpool.[22]
- Hit-Monkey aparece como un personaje jugable en Lego Marvel Super Heroes 2.[23] Dirige una misión en K'un-L'un llamada "¿Quieres golpear a un muñeco de nieve?" donde puede ser desbloqueado derribando a los muñecos de nieve cercanos en un límite de tiempo específico usando cualquier personaje que pueda atacar y correr al mismo tiempo. Como Hit-Monkey habla principalmente el idioma de los monos, su lenguaje es traducido por Gwenpool.[24]
- Hit-Monkey se presentó como un personaje jugable en Marvel: Contest of Champions en junio de 2020.

### Comentarios
- Review: Hit-Monkey #1, Comic Book Resources
- Hit-Monkey #1 Review, IGN
- Hit-Monkey #1 Review Archivado el 3 de marzo de 2016 en Wayback Machine., Comics Bulletin
- Best Shots Reviews: BATMAN & ROBIN #8, HIT MONKEY #1, more, Newsarama

- Datos: Q4497911